# Osornolobus
Osornolobus is een geslacht van spinnen uit de  familie van de Orsolobidae.

## Soorten
- Osornolobus anticura Forster & Platnick, 1985
- Osornolobus antillanca Forster & Platnick, 1985
- Osornolobus canan Forster & Platnick, 1985
- Osornolobus cautin Forster & Platnick, 1985
- Osornolobus cekalovici Forster & Platnick, 1985
- Osornolobus chaiten Forster & Platnick, 1985
- Osornolobus chapo Forster & Platnick, 1985
- Osornolobus chiloe Forster & Platnick, 1985
- Osornolobus concepcion Forster & Platnick, 1985
- Osornolobus correntoso Forster & Platnick, 1985
- Osornolobus magallanes Forster & Platnick, 1985
- Osornolobus malalcahuello Forster & Platnick, 1985
- Osornolobus nahuelbuta Forster & Platnick, 1985
- Osornolobus newtoni Forster & Platnick, 1985
- Osornolobus penai Forster & Platnick, 1985
- Osornolobus thayerae Forster & Platnick, 1985
- Osornolobus trancas Forster & Platnick, 1985